# رسم الاحمر ابو حوادید
رسم الاحمر ابو حوادید (به عربی: رسم الأحمر أبو حوادید) یک روستا در سوریه است که در ناحیه سعن واقع شده‌است. رسم الاحمر ابو حوادید ۷۵۴ نفر جمعیت دارد.